# Campionati del mondo di ciclocross 2013
I Campionati del mondo di ciclocross 2013 (en.: 2013 UCI Cyclo-cross World Championships) si svolsero a Louisville, negli Stati Uniti, il 2 febbraio. La manifestazione fu ospitata dall'Eva Bandman Park in River Road, sulle sponde del fiume Ohio. Per la prima volta in 64 edizioni la rassegna iridata di ciclocross si tenne al di fuori dell'Europa.

## Eventi
Sabato 2 febbraio
- 9:45 (UTC-5) Uomini Junior – 16,8 km
- 11:00 (UTC-5) Donne Elite – 16,8 km
- 12:30 (UTC-5) Uomini Under-23 – 19,58 km
- 14:00 (UTC-5) Uomini Elite – 25,14 km

## Medagliere
| Pos.   | Nazione     | Oro | Argento | Bronzo | Totale |
| ------ | ----------- | --- | ------- | ------ | ------ |
| 1      | Paesi Bassi | 3   | 1       | 1      | 5      |
| 2      | Belgio      | 1   | 2       | 1      | 4      |
| 3      | Stati Uniti | 0   | 1       | 0      | 1      |
| 4      | Rep. Ceca   | 0   | 0       | 1      | 1      |
| 4      | Francia     | 0   | 0       | 1      | 1      |
| Totale | Totale      | 4   | 4       | 4      | 12     |

## Sommario degli eventi
| Eventi            | Oro                              | Tempo                     | Argento                     | Tempo   | Bronzo                        | Tempo   |
| Uomini            |                                  |                           |                             |         |                               |         |
| Elite dettagli    | Sven Nys Belgio                  | 1h05'35" Media 23,00 km/h | Klaas Vantornout Belgio     | a 2"    | Lars van der Haar Paesi Bassi | a 25"   |
| Under-23 dettagli | Mike Teunissen Paesi Bassi       | 48'40" Media 24,14 km/h   | Wietse Bosmans Belgio       | a 14"   | Wout Van Aert Belgio          | a 22"   |
| Junior dettagli   | Mathieu van der Poel Paesi Bassi | 40'47" Media 24,72 km/h   | Martijn Budding Paesi Bassi | a 57"   | Adam Ťoupalík Rep. Ceca       | a 1'19" |
| Donne             |                                  |                           |                             |         |                               |         |
| Elite dettagli    | Marianne Vos Paesi Bassi         | 43'00" Media 23,44 km/h   | Katie Compton Stati Uniti   | a 1'34" | Lucie Chainel-Lefèvre Francia | a 2'10" |